# 2022년 러시아 점령지 병합 주민투표
2022년 9월 말, 러시아의 우크라이나 침공 상황에서 러시아가 우크라이나에 파견한 관리들은 러시아가 우크라이나 점령 지역을 합병하는 것에 관해 소위 국민투표를 실시했다. 평론가들은 이 국민투표를 가짜 국민투표로 널리 묘사했으며 여러 국가에서 이를 비난했다. 이번 국민투표 결과의 타당성은 조선민주주의인민공화국을 비롯해 다른 어떤 주권국가도 인정하지 않았다.
투표는 우크라이나의 4개 지역, 즉 도네츠크 인민공화국의 러시아 괴뢰정권과 러시아가 점령한 우크라이나의 도네츠크 및 루한스크주에 있는 루한스크 인민 공화국, 그리고 러시아가 임명한 헤르손주와 자포리자주의 군사 행정부에서 실시되었다. 2022년 침공 첫 주에 러시아와 마찬가지로 함락되어 점령되었다. 국민투표 당시 러시아는 당시 군사적 적대행위가 진행되고 있던 4개 지역 중 어느 지역도 완전히 통제하지 못했다. 러시아의 우크라이나 침공이 시작된 이후 인구의 대부분이 도망갔다. 이번 국민투표는 국제법상 불법이며 유엔은 유엔 헌장 위반으로 비난했다.
2022년 9월 30일, 블라디미르 푸틴 러시아 대통령은 러시아 의회 양원 연설에서 우크라이나의 도네츠크주, 헤르손주, 루한스크주, 자포리자주를 합병한다고 발표했다. 유엔, 우크라이나 및 기타 여러 국가에서는 합병을 비난했다.

## 같이 보기
- 러시아의 우크라이나 점령지역 합병
- 부정 선거
- 병합

유사 투표
- 2014년 크림 주민투표
- 2014년 돈바스 지위 주민투표

기타
- 러시아 민족통일주의
- 노보로시야 연방국
- 실효 지배
- 러시아의 영토 확장